# Gmina Qasigiannguit
Gmina Qasigiannguit - przed 1 stycznia 2009 roku jedna z piętnastu gmin okręgu Kitaa, od 1 stycznia 2009 część gminy Qaasuitsup.

## Miasta i osady
- Ikamiut
- Qasigiannguit